# 里奇利亚诺
里奇利亚诺（義大利語：Ricigliano），是意大利萨莱诺省的一个市镇。总面积27平方公里，人口1276人，人口密度47.3人/平方公里（2009年）。ISTAT代码为065105。